# バブルマン
バブルマン (BUBBLEMAN) は、サントリーフーズが2005年4月に発売した炭酸飲料。2007年に終売となった。グレープ味、オレンジ味、ソーダ味、フルーツ味が発売されていた。どの種類にもビタミン類が配合されていた。キャッチフレーズは「炭酸発散 バブルマン」。

## 沿革
2005年
- 4月12日 - 発売開始。
- 6月21日 - グレープフラッシュ1500を発売。
- 7月12日 - ソーダジェット追加発売。
- 9月27日 - フルーツボンバー追加発売。
- 11月29日 - ゴールデンデリシャス追加発売。

2006年
- 4月11日 - BUBBLE MAN IIを発売。
- 5月30日 - バブルロケット宇宙味追加発売。
- 7月25日 - 南極ソーダ追加発売。
- 9月12日 - 電撃ソーダ追加発売。
- 11月21日 - BUBBLE MAN ソーダフィーバー追加発売。

2007年
- 4月2日 - ビンゴ☆ボンゴ - と入れ替わり、発売を終了。

## 製品ラインアップ

### バブルマン
グレープフラッシュ
紫色のバブルマン。巨峰・ピオーネ・デラウェアのフレーバーをミックス。ビタミンB6が入っている。
オレンジクロス
橙色のバブルマン。ネーブル・バレンシア・マンダリンのフレーバーをミックス。ビタミンCが入っている。
ソーダジェット
ソーダ味のフレーバー。ビタミンB6が入っている。青色のバブルマン。予測を大きく上回る出荷により、一時販売休止したことがある。
フルーツボンバー
フルーツ味のフレーバー。ビタミンB6が入っている。朱色のバブルマン。
ゴールデンデリシャス
華やかなりんごの味わい。金色のバブルマン。
ソーダフィーバー
パーティーシーズンを盛り上げる、ピンク色のバブルマン。末期の製品。

### BUBBLE MAN II
ソーダプラネット
ますます爽快になった炭酸感が特徴の、ほんのりメロン風味が香るソーダ。エメラルドグリーンのバブルマン。
バブルロケット 宇宙味
宇宙味の新フレーバー。
南極ソーダ
夏の暑さを吹き飛ばす爽快なソーダ。水色のバブルマン。　
電撃ソーダ
ハジける炭酸感と爽快な刺激。赤色のバブルマン。　　

## 派生商品
ロッテとの提携により、バブルマンのガムやキャンディが発売された。
- バブルマンガムボトル（エメラルドソーダ味）
- バブルマンガム ソーダフィーバー
- バブルマンキャンディ（秘密の味）（詰め合わせキャンディ「飲料ミックス5」の中の1つ）

## 競合商品
- ファンタ（ザ コカ・コーラ カンパニー）

## 反響
本製品のうち、「ソーダジェット」は宇宙をイメージした青い色とバブルマンのキャラクター性によって、子どもたちを中心にヒットした。日経情報ストラテジーの川又英紀は、 嫌がる人を切り捨てでも商品化する勇気がこのフレーバーの成功と見ている。